# УНПРОФОР
Заштитне снаге Уједињених нација (енгл. United Nations Protection Force (UNPROFOR), фр. Force de Protection des Nations Unies (FORPRONU)), познате по свом акрониму УНПРОФОР (од енгл. скраћенице), биле су прве мировнe снаге Уједињених нација у Хрватској и Босни и Херцеговини током распада Југославије. Снаге су основане у фебруару 1992, а мандат им је окончан у марту 1995. године, с тим да је мирoвна мисија престројена у три друге снаге (УНПРЕДЕП у Македонији и УНКРО у Хрватској, док је мисија УНПРОФОР-а у Босни и Херцеговини реструктурирана до замене мисијама НАТО-а и Европске уније у децембру 1995).

## Људство
УНПРОФОР је имао приближно 39.000 припадника. Чиниле су га снаге из Аргентине, Аустралије, Бангладеша, Белгије, Бразила, Канаде, Колумбије, Чешке, Данске, Египта, Естоније, Финске, Француске, Њемачке, Гане, Индије, Индонезије, Ирске, Италије, Јордана, Кеније, Литваније, Луксембурга, Малезије, Непала, Холандије, Новог Зеланда, Нигерије, Норвешке, Пакистана, Пољске, Португалије, Русије, Словачке, Шпаније, Шведске, Швајцарске, Туниса, Турске, Украјине, Уједињеног Краљевства и Сједињених Америчких Држава. Према подацима УН-а, било је 167 смртних случајева међу особљем УНПРОФОР-а током мандата снага. Од 167 умрлих, троје су били војни посматрачи, 159 били су припадници других војних задужења, један је био припадник цивилне полиције, двоје међународно цивилно особље, а двоје локално особље.
Заповједници УНПРОФОР-а су били:
- Генерал-пуковник Сатиш Намбијар (Индија), од марта 1992. до марта 1993.
- Генерал-пуковник Ларс-Ерик Валгрен (Шведска), од марта 1993. до јуна 1993.
- Генерал Жан Кот (Француска), од јуна 1993. до марта 1994.
- Генерал Бертран де ла Пресл (Француска), од марта 1994. до марта 1995.
- Генерал Бернар Жанвије (Француска), од марта 1995. до јануара 1996.

УНПРОФОР је временом добијао проширења мандата дефинисаним Резолуцијом 743. Тако су долазила проширења дефинисана резолуцијама 762, 769, 779, 758 и 770.